# Павел Самосатский
Павел І Самосатский (200, Самосата — 275) — епископ Антиохийский в 260—268; был осуждён как еретик на Антиохийском соборе (269).

## Биография
Родился в Самосате, бывшей столице древнеармянского царства Коммагены, а в то время городе римской провинции.
В юности Павел получил блестящее образование, которое дало ему возможность стать публичным ритором в Антиохии.
В 260 году он стал епископом Антиохии. По возведении на Антиохийскую кафедру своей проповедью монархианства вызвал споры. На Антиохийском Соборе 269 года он был осужден за ересь и низложен со своей должности.
Павел отрицал божественную сущность Христа и различение Лиц Отца, Сына и Святого Духа, считая, что есть только одно божественное Лицо (Ипостась). Он считал, что Бог-Слово или Логос является лишь силой Божией, и Иисус Христос был по природе лишь человеком, на которого позже сошёл Бог-Слово. Павел Самосатский употребил термин «Единосущный» для отношения Бога-Слова к Богу, но понимал этот термин в смысле отсутствия различия Лиц в Боге. Однако, пользуясь поддержкой Зенобии, царицы Пальмирской, Павел удерживал антиохийскую кафедру до 272 года, когда император Аврелиан по просьбе христиан изгнал его из Антиохии. Аврелиан не был христианином и не интересовался доктринальными вопросами Церкви. Желая только навести порядок, он полагался на приговор епископов Италии и Рима.
Правление Аврелиана произошло во время малого покоя церкви, примерно 40-летнего периода, когда христианство процветало без официальных санкций центрального правительства. Это был первый раз, когда Церковь добивалась вмешательства императора во внутренний спор.
Ученик Павла Самосатского, священномученик Лукиан Антиохийский, был впоследствии учителем Ария.